# William Kapell International Piano Competition
Der William Kapell International Piano Competition ist ein seit 1970 zunächst als Klavierwettbewerb der Universität Maryland, ab 1986 dann in Gedenken an den amerikanischen Pianisten William Kapell als William Kapell International Piano Competition durchgeführter Klavierwettbewerb. Der Wettbewerb wurde zunächst in einem jährlichen, später in einem Vier-Jahres-Rhythmus durchgeführt. 1980 trat dieser Wettbewerb der World Federation of International Music Competitions in Genf bei. 2013 wurde der Klavierwettbewerb eingestellt. Das William Knabe Piano Institute unter Beteiligung der William Knabe Klavierwerke, Baltimore, und andere Partner richteten den Wettbewerb 2016 neu aus und führten ihn unter dem Namen Knabe Young Artist Piano Competition fort.

## Geschichte

### Vorgeschichte
Der internationale William Kapell Klavierwettbewerb hat seine Anfänge in den Matthay Festivals, die jeden Sommer zwischen 1965 und 1970 im College Park  auf dem Campus der University of Maryland stattfanden. Diese Festivals realisierten die Idee des englischen Pädagogen Tobias Matthay, Workshops, Vorlesungen und Liederabende für junge, unbekannte Pianisten von angesehenen Klavierlehrern anzubieten.

### Frühe Jahre, 1971 bis 1978
Im Jahr 1970 schlug Stewart Gordon, der damalige Leiter der Klavierabteilung der Musikabteilung der Universität, vor, das Matthay Festival um einen internationalen Klavierwettbewerb zu erweitern. Ein solcher Wettbewerb würde die Universität zu einem internationalen Zentrum für Darstellende Künste etablieren und führende Pianisten aus der ganzen Welt auf den Campus des College Park ziehen. 1971 wurden das Internationale Klavierfestival und der Internationale Klavierwettbewerb der Universität Maryland ins Leben gerufen. Dieses erweiterte Format bot Abendkonzerte und Meisterkurse von international bekannten Künstlern und eine Vortragsreihe der Klavierfakultät der Universität. 
Der erste, mit einem Preisgeld von 4000 Dollar dotierte Wettbewerb zeitigte nur eine schwache Resonanz. Die Jury aus fünf US-amerikanischen Preisrichtern identifizierte einige bemerkenswerte pianistische Talente. Mark Westcott verlieh man den ersten und Diane Walsh den zweiten Preis. Sie machten auch mit Emanuel Ax ein hochbegabtes junges Talent aus. Das Festival und der Klavierwettbewerb konnten sich im kulturellen Leben der Großregion Washington-Baltimore etablieren. In führenden Klavierzeitschriften wurden anerkennende Beiträge über den Wettbewerb und das Festival veröffentlicht. Ab 1974 nahm das National Public Radio viele der Festival-Veranstaltungen auf, und Voice of America begann die Wettbewerbs-Finale zu übertragen. Ab 1976 wurde das Baltimore Symphony Orchestra in die Veranstaltungen eingebunden. Nach dem Festival von 1978 trat Stewart Gordon von seiner leitenden Position zurück.  Das Festival und der Klavierwettbewerb traten in eine zweite Phase ihrer Entwicklung ein.

### Jahre des Wachstums, 1979 bis 1985
Nach Stewart Gordons Rückzug übernahm Fernando Laires, damals Professor für Klavier am Peabody Institute, die Leitung des Festivals. Um den weiter wachsenden Zuspruch des Wettbewerbes und des Festivals zu feiern, wurde bei Lawrence Moss, dem Composer in Residence der Universität, ein neues Werk für Klavier in Auftrag gegeben. Dieses Werk musste von allen Semifinalisten des Wettbewerbes aufgeführt werden. Dies begründete die bis 1988 fortgeführte Praxis, für den jeweiligen Wettbewerb ein neues Musikwerk in Auftrag zu geben. Unter den Auftragskomponisten dieser Jahre befanden sich Henri Dutilleux, George Perle, Vincent Persichetti, Ned Rorem und John Cage, der für Festival und Wettbewerb 1985 das Stück ASLSP komponierte. Im Jahr 1980 wurde die internationale Bedeutung des Wettbewerbs mit dem Beitritt zur World Federation of International Music Competitions gewürdigt. Drei Jahre nach dem Van Cliburn-Wettbewerb wurde der William Kapell Klavierwettbewerb der zweite US-amerikanische Klavierwettbewerb, der dieser Genfer Föderation führender Klavierwettbewerbe beitrat. Stewart Gordon übernahm 1982 die Leitung von Festival und Wettbewerb wieder. Die Preisgelder erklommen die Spitze der internationalen Wettbewerbe. Die Zahl und die Qualität der Bewerber nahmen weiter zu. Zum Abschluss des Festivals 1985 gab Stewart Gordon seinen Rückzug von seinen universitären Aufgaben bekannt. Ihm folgte Eugene Istomin, der im Herbst 1985 zum künstlerischen Leiter von Festival und Wettbewerb ernannt wurde.

### Istomin/Lipkin-Jahre, 1986 bis 1992
Nach seiner Ernennung schlug Istomin eine Namensänderung des Wettbewerbes zu Ehren des amerikanischen Pianisten William Kapell vor, der 1953 im Alter von 31 Jahren bei einem Flugzeugabsturz gestorben war. Die Umbenennung des Wettbewerbes zu William Kapell International Piano Competition wurde vollzogen. Nach dem Festival und Wettbewerb von 1987 legte Eugene Istomin die künstlerische Leitung nieder. Seymour Lipkin trat neu in diese Position ein und hielt diese bis 1992. Unter seiner Leitung waren Festival und Wettbewerb weiterhin der jährliche kulturelle Höhepunkt des universitären Lebens. Der Wettbewerb wurde als bedeutende internationale Veranstaltung anerkannt, die über 50.000 US-Dollar Preisgelder ausschrieb und so die besten jungen Pianisten aus aller Welt anzog.

### Clarice Smith Center-Jahre, 2003 bis 2012
Unter der Leitung von George Moquin führte der Kapell-Wettbewerb 1998 einen Vier-Jahres-Wettbewerb-Rhythmus, ähnlich dem Rhythmus anderer großer, internationaler Klavierwettbewerbe, ein. Nach einem einzigen Wettbewerbsevent ging Moquin in den Ruhestand. Der Wettbewerb wurde ab jetzt durch das Clarice Smith Performing Arts Center der Universität organisiert und geleitet, das ihn 2003 erstmals präsentierte. Jarl Hulbert, zunächst Assistent des Koordinators für den Wettbewerb im Jahr 2003 und selbst Koordinator des Wettbewerbe 2007 und 2012, führte eine Reihe von Neuerungen ein, darunter eine Kammerkonzertrunde im Halbfinale und die Etablierung eines Jugendwettbewerbs im Jahr 2012.

### Abbruch des Kapell-Klavierwettbewerbes
Zur Enttäuschung vieler Unterstützer des Kapell-Wettbewerbes stellte das Clarice Smith Center 2013 den Kapell-Klavierwettbewerb ein. Die Aussetzung dieser historischen und weltbekannten Musikveranstaltung stoppte einen wichtigen Teil der Förderung der Klavierkultur in der Region Washington-Baltimore.

### William Knabe Klavierinstitut, neuer Wettbewerb
Mit Unterstützung der Knabe Piano Company, des ARTIST Music Centers und anderer Partner ergriff der ehemalige Kapell-Wettbewerbskoordinator Jarl Hulbert die Initiative und gründete ein Klavierinstitut zur Übernahme und Fortführung des Kapell-Wettbewerbs. Das William Knabe Piano Institute knüpft an die Tradition der Klavierfabrik Wm. Knabe & Co. in der Innenstadt von Baltimore an. Ein neuer, jährlicher Wettbewerb des Knabe-Institutes begann unter dem Namen Knabe Young Artist Piano Competition 2016 mit regionalen Nachwuchspianisten.

## Preisträger
| Jahr | 1. Preis                      | 2. Preis                                             | 3. Preis                       |
| 2012 | Yekwon Sunwoo (Korea)         | Jin Uk Kim (Korea)                                   | Steven Lin (USA)               |
| 2007 | Sofya Gulyak (Russia)         | Sara Daneshpour (USA)                                | Spencer Myer (USA)             |
| 2003 | Ning An (USA)                 | Ying Feng (China)                                    | Won Kim (Korea)                |
| 1998 | Andrey Ponochevny (Belize)    | Raymond Richard (Canada)                             | Maurizio Baglini (Italy)       |
| 1996 | Esther Budiardjo (Indonesia)  | Hsing‐Ay Hsu (USA)                                   | Giampaulo Stuani (Italy)       |
| 1994 | Mark Anderson (USA)           | Stanislav Judenich (Uzbekistan)                      | Armen Babakhanian (Armenia)    |
| 1992 | nicht vergeben                | Anthony Hewitt (Great Britain), Daniel Shapiro (USA) | Hie‐Yon Choi (Korea)           |
| 1990 | Christopher Taylor (USA)      | Ilia Itin (USSR)                                     | Oleg Volkov (USSR)             |
| 1989 | Haesun Paik (Korea)           | Sylviane Deferne (Switzerland)                       | nicht vergeben                 |
| 1988 | nicht vergeben                | David Korevaar (USA)                                 | Paul Shaw (Jamaica)            |
| 1987 | nicht vergeben                | William Wolfram (USA)                                | Kathryn Selby (Australia)      |
| 1986 | Arthur Greene (USA)           | Nelson Padgett (USA), David Allen Wehr (USA)         | nicht vergeben                 |
| 1985 | Jeffrey Biegel (USA)          | Igor Kamenz (FRG)                                    | Makato Ueno (Japan)            |
| 1984 | Angela Cheng (Canada)         | Christian Beldi (Romania)                            | Eduardus Halim (Indonesia)     |
| 1983 | Alexander Kuzmin (staatenlos) | Liora Ziv‐Li (Israel)                                | Remy Loumbrozo (France)        |
| 1982 | nicht vergeben                | Dmitry Feofanov (staatenlos), Robert McDonald (USA)  | Daniel Lessner (USA)           |
| 1981 | Boris Slutsky (staatenlos)    | Nina Tichman (USA)                                   | Vladimir Levtov (Israel)       |
| 1980 | nicht vergeben                | Meral Guneyman (Turkey), Robert McDonald (USA)       | Michael Korstck (FRG)          |
| 1979 | Marioara Trifan (USA)         | Ian Hobson (UK)                                      | Michael Blum (USA)             |
| 1978 | Enrique Graf (Uruguay)        | James Barbagallo (USA)                               | William Koehler (USA)          |
| 1977 | Myung‐Hee Chung (Korea)       | Edward Newman (USA)                                  | Liliane Questel (Haiti)        |
| 1976 | Panayis Lyras (Greece)        | Peter Orth (USA)                                     | Stephen Mayer (USA)            |
| 1975 | Santiago Rodríguez (USA)      | David James (Pianist) (New Zealand)                  | Peter Amstutz (Pianist) (USA)  |
| 1974 | Tibor Szasz (Hungary)         | Dickran Atamian (USA)                                | Mari Elizabeth Morgen (Canada) |
| 1973 | Peter Takacs (Romania)        | Alan Marks (USA)                                     | Margie Huffman (USA)           |
| 1972 | Ellen Wasserman (USA)         | Marian Hahn (USA)                                    | Kimberly Kabala (USA)          |
| 1971 | Mark Westcott (USA)           | Diane Walsh (USA)                                    | nicht vergeben                 |